# 오피스파

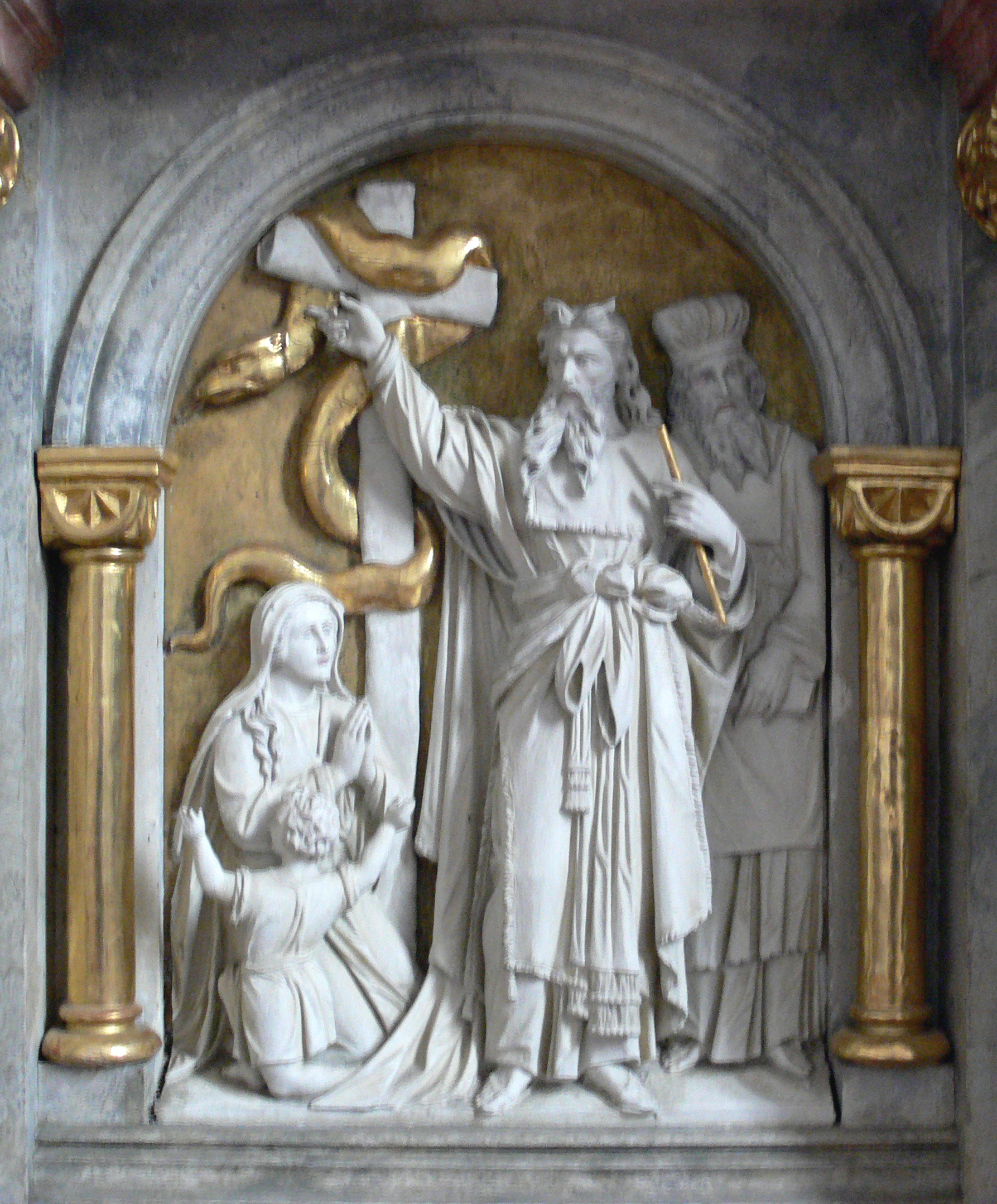
모세가 광야에서 들어올린 구리뱀인 네후스탄(Nehushtan)이 있는 부조

오피스파(Ophites · Ophians · Serpentinians)는 ‘뱀’을 뜻하는 고대 그리스어 ‘오피스(ὄφις)’에서 유래한 것으로, 특정 한 나스티시즘 분파를 지칭하는 낱말이 아니라, 기원후 100년경 시리아와 이집트에 존재하였던 여러 나스틱파들 중에서 구약성경의 창세기에 나오는 뱀이 그노시스를 상징한다고 보았으며 이에 따라 뱀을 중요시하였던 다수의 분파들을 통칭하는 낱말이다. 크게 나누어, 기독교 계통의 오피스파 · 유대교 계통의 오피스파 · 반(反)기독교 계통의 오피스파가 있었다.
오피스파들은 구약성경의 창세기에 등장하는 뱀과 모세가 광야에서 들어올린 뱀("네후스탄")에 대해 정통파 기독교와 유대교와는 상당히 다르거나 거의 완전히 반대되는 의견을 가졌으며, 구약성경의 신에 대해서도 정통파 기독교와 유대교와는 견해를 달리하는 등 구약성경을 문자 그대로 해석하지 않았다. 기독교 교부들은 오피스파들이 뱀에 대해 완전히 뒤짚어진 견해를 가졌다고 분노하였으며 오피스파의 견해를 논박하였다.

## 개요
오피스파는 에덴 동산에 있었던 선악 "지식"의 나무(Tree of "Knowldege" of Good and Evil · 선악과나무)가 그노시스를 상징한다고 보았다. 그리고 여타의 나스틱파들과 마찬가지로 구약성경에 나오는 신을 지고한 신이 아니라 물질 세상을 창조한 하위 창조신인 것으로 보았다. 이 하위 창조신의 이름을 얄다바오트(Yaldabaoth) 또는 이알다바오트(Ialdabaoth)라고 하였으며, 또한 이 하위 창조신을 플라톤 철학 전통에서 나오는 데미어지와 동일한 존재라고 보았다.
오피스파는 전제군주가 사람들을 자신의 노예인 것처럼 속박하듯이 얄다바오트도 인간을 물질 세상에 속박하는 역할을 한다고 보았다. 따라서, 얄다바오트가 아담과 이브에게 선악과를 따서 먹지 못하게 한 것은 인간이 그노시스를 얻어 물질 세상과 얄다바오트의 속박으로부터 자유로워지는 것을 막기 위한 것이었다고 보았다. 이 때문에 뱀이 아담과 이브에게 선악과를 먹게 한 것은 인간에게 그노시스를 가져다 주기 위한 행위인 것으로 보았으며, 나아가 뱀이 그노시스를 상징한다고 보았다.
이러한 의견과 함께,
| “ | 구리뱀이 광야에서 모세의 손에 높이 들렸던 것처럼 사람의 아들도 높이 들려야 한다. | ” |
|   | — 요한복음 3:14, 공동번역                                                        |   |

라는 예수의 말씀은 자신들의 견해가 정당하다는 것을 보여준다고 오피스파들은 주장하였다. 반면, 기독교 교부들 중 기독교 이단 연구가들은 오피스파들이 뱀에 대해 완전히 뒤짚어진 견해를 가졌다고 분노하였으며 오피스파의 견해를 논박하였다.

## 원천 자료
오피스파의 교의에 대한 원천 자료로는 오피스파를 반대하여 논박하였던 기독교 교부들의 저서 속에 포함된 설명들이 주된 자료이다. 그 밖의 원천 자료로는 나그함마디 문서에 포함된 극히 소수의 오피스파 문헌들이 있다.
기독교 교부인 이레나이우스(2세기 - c.202)는 기원후 2세기 말경에 이단의 역사에 대한 책인 《이단적 교의들에 대한 반박(Against Heresies)》을 저술하였는데, 이 책의 1권은 오피스파의 신화 및 교의에 대한 주된 자료가 된다.
알렉산드리아의 클레멘스(c.150-c.215)는 자신의 저서 《스트로마타(Stromata), vii. 17, § 108》에서 카인파외에도 "오피스파(Ophians ·  그리스어: Οφιανοί 오피아노이[*])"를 언급하는데 이들 두 파의 이름은 자신들이 숭배하는 대상을 따라 붙여진 것이라고 하였다.
기원후 4세기의 저술가였던 필라스트리우스(Philaster: ?-397)는 자신의 저서 《여러 이단적 교의들(Diversarum Hereseon Liber), ch. 1-3》에서 오피스파 · 카인파 · 세트파를 모든 이단들의 우두머리라고 주장하였는데 그 이유는 이들은 자신들의 기원이 사탄인 뱀에 있다고 말하기 때문이라고 하였다.
또한 이들 외의 오피스파에 대한 자료로는 히폴리토스(c.170-c.236)의 《필로소푸메나(Philosophumena) v.》, 오리겐(c.185-c.254)의 《셀수스에 대한 반박(Contra Celsum) vi. 25 seq.》, 에피파니우스(c.310/20-403)의 《파나리온(Panarion) xxvi》이 있다.

## 같이 보기
- 네후스탄
- 오피온

## 참고 문헌
- (영어)  본 문서에는 현재 퍼블릭 도메인에 속한 헨리 웨이스(Henry Wace)의 《A Dictionary of Christian Biography and Literature to the End of the Sixth Century A.D., with an Account of the Principal Sects and Heresies (1911)》의 내용을 기초로 작성된 내용이 포함되어 있습니다.
- (영어)  본 문서에는 현재 퍼블릭 도메인에 속한 《Jewish Encyclopedia 1901–1906》의 Kaufmann Kohler와 Samuel Krauss씨가 쓴 "Ophites" 항목을 기초로 작성된 내용이 포함되어 있습니다.

- (영어) 프랜시스 레게(Francis Legge), 《기독교의 선구자들과 그 라이벌들(Forerunners and Rivals of Christianity, From 330 B.C. to 330 A.D.)》 (1914), 두 권을 한 권으로 묶어 재발행함, University Books New York, 1964. LC Catalog 64-24125.
- (영어) The Ophite Diagrams, briefly by the christian Origen and Pagan Celsus. Emanations and angels reveal Persian influence.